# Étang du Boulet
L'étang de Boulet est un site du Réseau Natura 2000 situé sur la commune de Feins en Ille-et-Vilaine.

## Géographie
Avec ses 153 hectares et une contenance de 3 millions de m3, il est le plus vaste plan d'eau de ce département.
Créé en 1828, l'étang du Boulet joue en période d’étiage, un rôle régulateur dans l'alimentation en eau du canal d'Ille-et-Rance. La rigole de Boulet permettait d'amener l'eau depuis l'étang jusqu'au bief de partage (ligne de partage des eaux) creusé sur 7 km de long entre Bazouges-sous-Hédé et Guipel. Longue de 17,5 km, la rigole démarre dans la chaussée de l'étang-réservoir du Boulet, sur la commune de Feins et suit ensuite l'essentiel d'un parcours sur la commune de Dingé pour terminer à la Ville Morin, sur la commune de Guipel. Depuis 1988, elle est remplacée par une conduite forcée de 4 km.

L'étang de Boulet à Feins
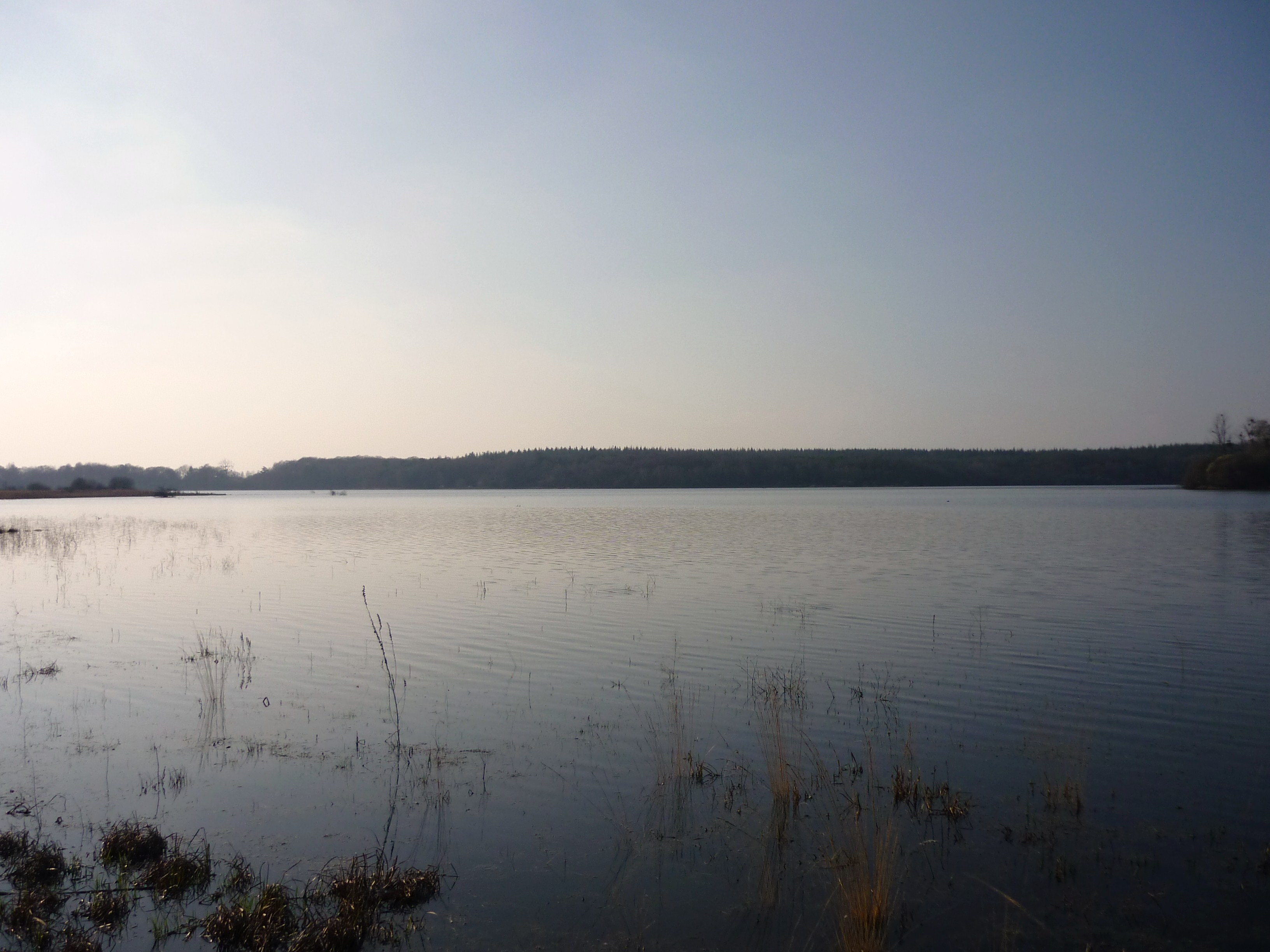
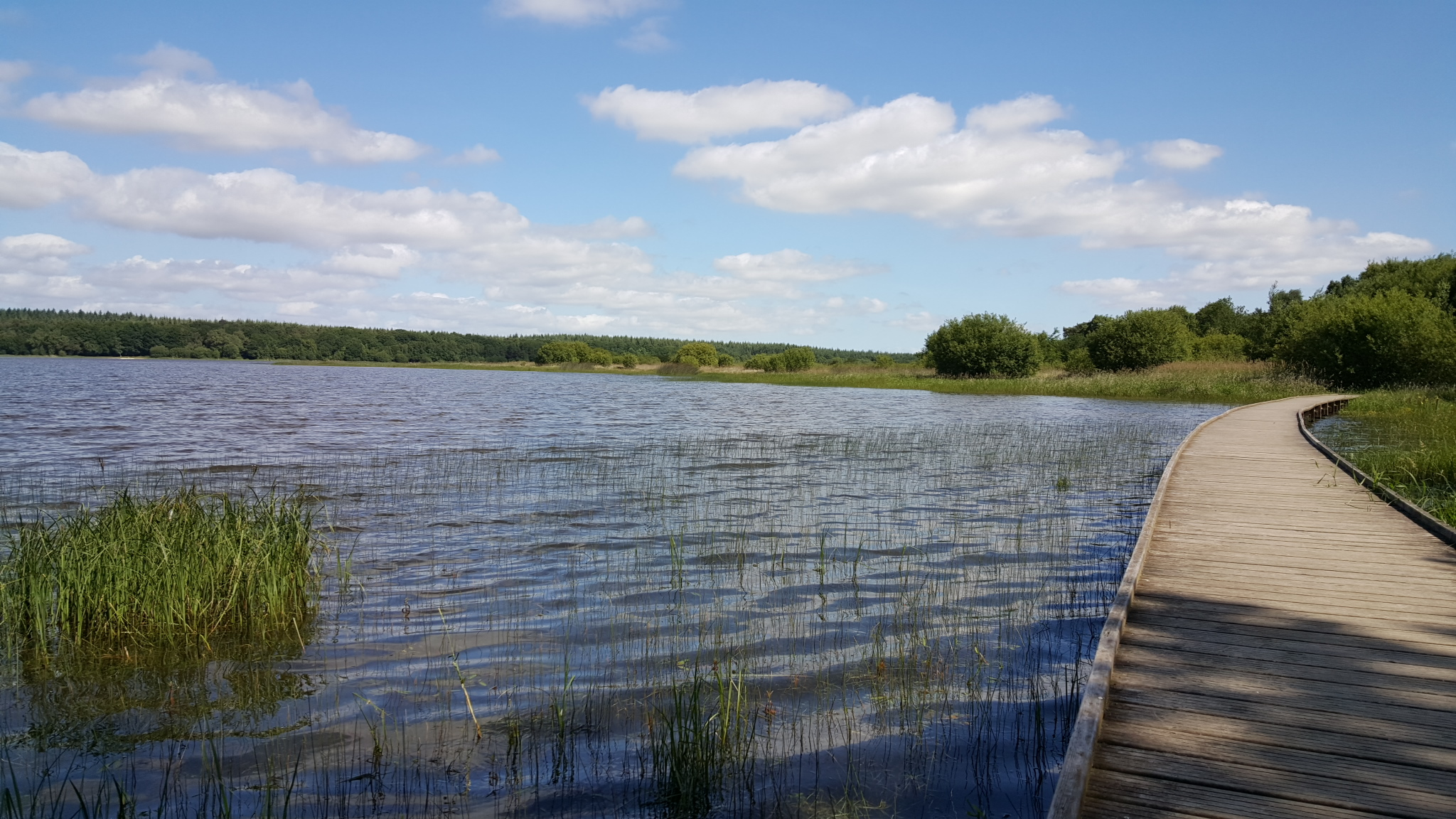

## Descriptif ZNIEFF 530009903
Elle est constituée d'eaux douces stagnantes entourées de forêts, prairies améliorées et cultures.
La flore est très diversifiée avec plusieurs carex.
La faune comprend le canard souchet (Anas clypeata), la sarcelle d'hiver (Anas crecca), le canard siffleur (Anas penelope), le canard colvert (Anas platyrhynchos), le fuligule milouin (Aythya ferina), la foulque macroule (Fulica atra) et le grèbe huppé (Podiceps cristatus).
La connaissance des populations d'insectes, d'amphibiens, de reptiles et de poissons manquent de données.

## Qualité de l'eau de l'étang
Conformément à la directive-cadre sur l'eau, l'étang doit atteindre le bon état écologique de l'eau. Les évaluations effectuées montrent l'état écologique suivant :
| état écologique de l'étang | 2010  | 2011  |
| -------------------------- | ----- | ----- |
| état écologique            | Moyen | Moyen |

## Tourisme et loisir
Le centre nautique du Val d’Ille-Aubigné propose des stages, location de kayak, pédalos, paddle ou de matériel voile, abonnements, cours particuliers, baignade, pique-nique à la cafétéria ou bain de soleil de soleil sur la plage... 
L'étang de Boulet possède un circuit du sentier d'interprétation parsemé de panneaux d'information. Le parcours pédagogique de 1,5 km permet au visiteur d'éveiller sa curiosité sur un milieu naturel préservé, mais aussi sur les usages culturels et historiques du site. L'étang comprend également deux zones ornithologiques interdites au public.
Une boucle de 6,2 km, passant par la digue de la planche Roger, la digue du Pont au Marquis et la digue pont de la chaussée de Boulet permet de faire le tour de l'étang à pied, à vélo ou à cheval.

## Sport
Une course de 17 km est organisée autour de l'étang, chaque année depuis 2016.